# Dendrobium glebulosum
Dendrobium glebulosum är en orkidéart som beskrevs av Rudolf Schlechter. Dendrobium glebulosum ingår i släktet Dendrobium, och familjen orkidéer. Inga underarter finns listade i Catalogue of Life.